# Campeonato Europeo de Halterofilia Junior & sub-23
El Campeonato Europeo de Halterofilia Junior & sub-23 es un evento anual organizado por la Federación Europea de Halterofilia.
Su primera edición fue en 1992 y solamente en 2009 el campeonato se dividió en dos, disputándose en Landskrona (Suecia) y en Wladyslawowo (Polonia).

## Ediciones
| Edición | País anfitrión (Ciudad)    |
| ------- | -------------------------- |
| 1992    | Gales (Cardiff)            |
| 1993    | España (Valencia)          |
| 1994    | Italia (Roma)              |
| 1995    |                            |
| 1996    |                            |
| 1997    |                            |
| 1998    | Bulgaria (Sofia)           |
| 1999    | Polonia (Spala)            |
| 2000    | Croacia (Rijeka)           |
| 2001    | Suecia (Kalmar)            |
| 2002    | Italia (Nuoro)             |
| 2003    | España (Valencia)          |
| 2004    | Bulgaria (Burgas)          |
| 2005    | Eslovaquia (Trencin)       |
| 2006    | Italia (Palermo)           |
| 2007    | España (Puerto de la Cruz) |
| 2008    |                            |
| 2009    | Suecia (Landskrona)        |
| 2009    | Polonia (Wladyslawowo)     |
| 2010    | Chipre (Limassol)          |
| 2011    | Rumania (Bucarest)         |
| 2012    | Israel (Eilat)             |
| 2013    | Estonia (Tallin)           |
| 2014    | Chipre (Limassol)          |
| 2015    | Lituania (Klaipeda)        |
| 2016    | Israel (Eilat)             |
| 2017    | Albania (Tirana)           |